# Салланш
Салланш (фр. Sallanches) — коммуна во французском департаменте Верхняя Савойя, регион Овернь — Рона — Альпы. Административно входит в кантон Салланш префектуры Бонвиль.
Дважды принимал Чемпионат мира по шоссейному велоспорту — c 3 по 6 сентября 1964 года и 30 августа 1980.

## Известные люди
- Алексис Бувар (1767—1843) — французский астроном
- Карл Альберт (1831—1849) — король Сардинского королевства
- Жанни Лонго (1958) — французская велогонщица, олимпийская чемпионка
- Лоран Будуани (1966) — французский боксёр-профессионал, серебряный призёр Олимпийских игр
- Морис Манифика (1986) — французский лыжник, двукратный бронзовый призёр Олимпийских игр
- Бернар Ино (1954) — французский шоссейный велогонщик, 5-кратный победитель Тур де Франс
- Колин Маттель (1995) — французская прыгунья с трамплина

## Города побратимы
- Шпайхинген (Германия), с 1970 года